# Gasques
Gasques is een gemeente in het Franse departement Tarn-et-Garonne (regio Occitanie) en telt 410inwoners (2007). De plaats maakt deel uit van het arrondissement Castelsarrasin.

## Geografie
De oppervlakte van Gasques bedraagt 13,05 km², de bevolkingsdichtheid is 29,5 inwoners per km².
De onderstaande kaart toont de ligging van Gasques met de belangrijkste infrastructuur en aangrenzende gemeenten.

## Demografie
Onderstaande figuur toont het verloop van het inwonertal (bron: INSEE-tellingen).